# 潘一恒
潘一恒（1973年7月13日—2011年7月23日），男，中华人民共和国福建省福州市晋安区人。2011年在列车追尾事故中作为D301次动车司机殉职，年仅38岁。

## 生平
潘一恆生长在福建省福州市晋安区的一户家境清苦的普通市民家庭，初中毕业后考入广州铁路机械学校，并于1993年8月毕业，被分配到上海铁路局福州铁路分局福州机务段（2004年5月改为南昌铁路局福州机务段），从事乘务工作。
2008年5月，温福线动车组开通运营，他报考了动车组司机，2009年6月份取得中华人民共和国铁路动车组驾驶证。在此过程中，他先后参加了动车组司机选拔考试、铁道部面试、西南交通大学理论培训考试、实作培训考试。2009年10月，他走上了动车组司机岗位。他掌握动车CRH1A、CRH1B、CRH1E、CRH2A、CRH2E型动车组的操作技能，是动车组技师。 到殉职前，他安全驾驶动车里程已达238,262公里，从事机车乘务工作18年间从未发生过任何行车事故。
2011年7月23日，甬台温铁路发生列车追尾事故。潘一恒担任司机的从北京南站始发前往福州站的D301次动车CRH2-139E撞击到从杭州站始发前往福州南站的D3115次动车CRH1-046B的尾部。在发现险情时，潘一恒采取了紧急制动措施，并坚守岗位，两车相撞时，潘一恒的胸口被闸把穿透，当场殉职。之前，潘一恒在杭州上车轮班，此时D301已经晚点25分钟。
中国工程院院士、北京交通大学教授王梦恕2011年7月24日表示，司机失误或许是温州动车组列车追尾原因之一。演员姚晨7月24日晚在微博上称：“火车司机潘一恒是我父亲的好兄弟。他工作尽职。可怜他尸骨未寒，却被人猜测事故原因是他疲劳驾驶，这种说法简直混账之极！”7月25日，财新网刊登了王梦恕对此次事故的评价。王梦恕认为此次事故更多的是人祸而非天灾，其根源在于畸形的铁路管理体制。王梦恕指出，如果真有证据证明事故是由于信号系统出了故障，那么“司机尽了最大的努力，让车减速，已经算是恪尽职守了。”

## 家庭
2011年潘一恒殉职时，其妻子无业，孩子刚上小学一年级。